# Loral O’Hara
Loral Ashley O’Hara (* 3. Mai 1983 in Houston, Texas) ist eine US-amerikanische Ingenieurin und Raumfahrerin der NASA.

## Frühe Jahre und Ausbildung
O’Hara kam am 3. Mai 1983 in Houston im US-Bundesstaat Texas zur Welt. Sie wuchs im texanischen Sugar Land auf, wo sie die Quail Valley Elementary School und die First Colony Middle School besuchte, und träumte schon als Kind davon, Astronautin zu werden. Nach ihrem Schulabschluss an der Clements High School im Jahr 2001 begann sie ein Bachelor-Studium der Luft- und Raumfahrttechnik an der University of Kansas in Lawrence, das sie 2005 erfolgreich beendete. Im Jahr 2009 erwarb sie einen Master of Science im gleichen Fachgebiet an der Purdue University in West Lafayette, Indiana.
Während ihres Studiums nahm sie am KC-135 Reduced Gravity Student Flight Opportunities Program der NASA teil und absolvierte ein Praktikum am Jet Propulsion Laboratory.

## Karriere
Von 2006 bis 2007 arbeitete O’Hara in Oklahoma City als Projektingenieurin an der Entwicklung eines suborbitalen Raumfahrzeugs. Danach war sie acht Jahre lang als Forschungsingenieurin an der Woods Hole Oceanographic Institution (WHOI) in Woods Hole, Massachusetts, tätig. Dort war sie unter anderem an der Konstruktion bzw. dem Betrieb sowie der Prüfung und Zertifizierung von bemannten und ferngesteuerten Unterwasserfahrzeugen wie dem U-Boot Alvin (DSV-2) beteiligt. Zudem nahm sie als Mechanikerin und Datenverarbeiterin an elf Forschungsfahrten an Bord von Forschungsschiffen teil.
Nach zwei erfolglosen Bewerbungen wurde O’Hara schließlich am 7. Juni 2017 unter 18.000 Bewerbern für die NASA-Gruppe 22 ausgewählt, um das zweijährige Astronautenanwärter-Trainingsprogramm am Lyndon B. Johnson Space Center zu absolvieren. Sie schloss die Ausbildung im Januar 2020 erfolgreich ab.
Sie ist ausgebildete Notfallsanitäterin und besitzt eine Privatpilotenlizenz.
O’Hara flog am 15. September 2023 mit der Mission Sojus MS-24 zur ISS. Sie blieb ein halbes Jahr als Mitglied der ISS-Expedition 70 an Bord und kehrte am 6. April 2024 mit Sojus MS-24 zur Erde zurück.